# Volkiella
Volkiella Merxm.& Czech é um género botânico pertencente à família Cyperaceae.
O gênero apresenta uma única espécie:

## Espécie
- Volkiella disticha